# Ferrières-Saint-Hilaire
Ferrières-Saint-Hilaire é uma comuna francesa na região administrativa da Normandia, no departamento de Eure. Estende-se por uma área de 9,84 km². Em 2010 a comuna tinha 427 habitantes (densidade: 43,4 hab./km²).